# Striadorbis pedderi
Striadorbis pedderi är en snäckart som först beskrevs av Smith 1973.  Striadorbis pedderi ingår i släktet Striadorbis och familjen Glacidorbidae. Inga underarter finns listade i Catalogue of Life.